# Yekepa
Yekepa è un centro abitato della Liberia, situato nella Contea di Nimba.